# 细蝇子草
细蝇子草（学名：Silene gracilicaulis）为石竹科蝇子草属的植物。分布在中国大陆的内蒙古、西藏、青海、云南、四川等地，生长于海拔3,000米至4,000米的地区，常生于砾石的草地以及山坡，目前尚未由人工引种栽培。

## 别名
九头草（全国中草药汇编） 滇瞿麦（云南省药品标准）

## 异名
- Silene gracilicaulis C. L. Tang var. longipedicellata C. L. Tang
- Silene gracilicaulis C. L. Tang var. rubescens (Franch.) C. L. Tang
- Silene tenuis Willd. var. rubescens Franch.
- Silene tenuis auct. non Willd.